# Ivonne Schönherr
Ivonne Schönherr (* 20. Januar 1981 in Stollberg/Erzgeb.) ist eine deutsche Schauspielerin und Model.

## Leben und Ausbildung
Ivonne Schönherr wurde 1981 im sächsischen Stollberg geboren und wuchs in Berlin auf. Bereits mit 15 Jahren stand sie für eine Hauptrolle in der RTL-Actionserie Alarm für Cobra 11 – Die Autobahnpolizei vor der Kamera. Es folgten zahlreiche Rollen in verschiedenen Serien. Mit 16 Jahren erhielt sie in der Sat.1-Daily-Soap Geliebte Schwestern ihre erste durchgehende Hauptrolle als Raffalea Steinfeld. Zeitgleich drehte sie ihren ersten Kinofilm Freundinnen & andere Monster. Seitdem ist Ivonne Schönherr regelmäßig in Film und Fernsehen, Kinofilmen und Werbespots präsent. Vom 16. November 2009 bis zum 17. September 2010 war sie in der Sat.1-Daily-Soap Eine wie keine als Alexandra Aden zu sehen. Anfang 2011 verkörperte sie in der ZDF-Telenovela Lena – Liebe meines Lebens die Rolle der Felicitas Martin.
2008 erschienen in der Oktober-Ausgabe des deutschen Playboy Aktfotos von Ivonne Schönherr.
Ivonne Schönherr lebt in Berlin. 2012 brachte sie eine Tochter zur Welt.

## Filmografie

### Fernsehen
- 1996, 2005: Alarm für Cobra 11 – Die Autobahnpolizei
- 1997: Hallo, Onkel Doc!
- 1997: Frauenarzt Dr. M. Merthin
- 1997–1998: Geliebte Schwestern (Daily Soap)
- 1998–1999: City Express (7 Episoden)
- 1999–2001: Die Biester (12 Episoden)
- 2000: Die Kommissarin
- 2000: Wolffs Revier
- 2000: Unter uns
- 2000: SK Kölsch
- 2000: Küstenwache – Hundstage
- 2001: Herzschlag
- 2001: Die Wache
- 2002–2003: Berlin, Berlin (4 Episoden)
- 2002: Zwei Affären und eine Hochzeit
- 2002: Wen küsst die Braut?
- 2002: Für alle Fälle Stefanie
- 2002: Ein Fall für zwei
- 2003: Kompass der Liebe
- 2003: Bewegte Männer
- 2004: Unter weißen Segeln – Kompass der Liebe
- 2004: Prinz und Paparazzi
- 2004: Alles Robby
- 2005: Unter weißen Segeln – Abschiedsvorstellung
- 2005: Unter weißen Segeln – Odyssee der Herzen
- 2005: Liebe wartet in Trevennah
- 2005: Die Krähen
- 2006: Unter weißen Segeln – Frühlingsgefühle
- 2006: Unter weißen Segeln – Träume am Horizont
- 2006: War ich gut
- 2006: Rosamunde Pilcher – Land der Sehnsucht
- 2006: Inga Lindström – Emma Svensson und die Liebe
- 2008: Die Liebesflüsterin
- 2008: Die Stein (13 Episoden)
- 2008: H3 – Halloween Horror Hostel
- 2009: Vorzimmer zur Hölle
- 2009–2010: Eine wie keine (Daily Soap)
- 2010: Das Traumhotel – Sri Lanka
- 2010–2011: Lena – Liebe meines Lebens (23 Episoden)
- 2011: Vorzimmer zur Hölle – Streng geheim!
- 2012: SOKO Stuttgart – Gerechtigkeit
- 2012: Rosamunde Pilcher – Das Geheimnis der weißen Taube
- 2013: Vorzimmer zur Hölle – Plötzlich Boss
- 2015: Küstenwache – Schwarzgeld

### Kino
- 1997: Freundinnen & andere Monster
- 2002: Boy Meets Girls
- 2002: Das Spiel
- 2002: Liebst Du mich
- 2004: Autobahnraser
- 2005: Emilia
- 2005: Weiße Ameisen (Kurz-Spielfilm): Young Civis Prize 2005
- 2011: Die Superbullen
- 2011: Werner – Eiskalt!

### Hochschulfilme
- 2002: Camcorder
- 2002: Morgen
- 2004: Nachtmärchen
- 2004: DNX

### Musikvideos
- 1998: She Knows You – DJ Tonka